# 黃炳耀 (編劇)
黃炳耀（英語：Barry Wong Ping Yiu，1946年11月20日—1991年10月15日），香港編劇，偶爾會在幕前客串演出。

## 生平
黃炳耀早年就讀烏溪沙兒童新村小學及中學（1960年小六、1965年中五），是香港中文大學藝術系1971年畢業生。中大畢業後，黃炳耀曾在天主教培聖中學任職教師，鍾志光曾是他的學生，任教師期間曾在麗的電視當導播和在佳藝電視當編劇。
1980年，黃炳耀加入香港影壇，為成龍的「拳威影片有限公司」創業作編寫首個劇本《孖寶闖八關》。同年起，黃炳耀進入「嘉禾電影公司」並開始成為洪金宝電影的御用編劇，兩人首部合作的作品為《敗家仔》。黃炳耀在他的編劇生涯中，多以編寫喜劇為主，其出神入化的喜劇才華，編出一部又一部的賣座經典喜劇。在與洪金寶一同在「嘉禾」奮鬥時期，便在80年代創出《福星》系列及《殭屍先生》系列兩大煞食片種，亦曾經一挫大對頭新藝城的銳氣。黃炳耀在他十多年的編劇生涯中，除在「嘉禾」以及洪金寶的「寶禾」、「寶祥」等電影公司效力之外，亦曾在「永佳」與王家衛、陳勳奇合作過多個劇本，像《空心大少爺》（1983年）、《君子好逑》（1984年）、《龍鳳智多星》（1985年）等喜劇。
1991年10月15日，黃炳耀在德國因腦溢血於當地一所醫院離世。